# Tsheten Drölma
| Tibetische Bezeichnung                             |
| -------------------------------------------------- |
| Tibetische Schrift: ཚེ་བརྟན་སྒྲོལ་མ                     |
| Wylie-Transliteration: tshe brtan sgrol ma         |
| Offizielle Transkription der VRCh: Cêdain Zhoima   |
| Andere Schreibweisen: Tsheten Drölma; Cedai Drolma |
| Chinesische Bezeichnung                            |
| Traditionell: 才旦卓瑪                             |
| Vereinfacht: 才旦卓玛                              |
| Pinyin:Cáidàn Zhuōmǎ                               |

Tsheten Drölma (tib. tshe brtan sgrol ma; * 1937 in Xigazê), bzw. in einer anderen Transkription: Tseten Dolma, ist eine in China populäre tibetische Sängerin (Sopran).

## Leben
Sie singt seit ihrer Kindheit. 1956 stand sie in Lhasa zum ersten Mal auf der Bühne. Sie studierte in Shanghai am Konservatorium bei Professorin Wang Pinsu. Nach ihrem Abschluss wurde sie Solodarstellerin der Tibetischen Sing- und Tanzgruppe (Xizang gewutuan). 1961 trat sie der Kommunistischen Partei Chinas bei.
Am Nationalfeiertag im Jahr 1959 hatte sie in Peking einen großen Auftritt beim zehnjährigen Staatsjubiläum, wo sie mit ihrer Darbietung, dem Lied vom befreiten Leibeigenen (Fanshen nongnu ba gechang), das Publikum rührte. 1964 war sie Darstellerin im großen Musik- und Tanzepos Der Osten ist rot (Dongfang hong) mit dem berühmten Solo Dem Vorsitzenden Mao ein langes Leben (Máo zhǔxí, zhù nín wànshòuwújiāng). Ihre Solodarbietung von Ein Volkslied zum Lob der Partei (Chang zhi shange gei dang ting) nahm das Publikum für sie ein.
Sie bereiste die Sowjetunion, Indonesien, Kambodscha, Nepal, Jugoslawien, Rumänien und nordische Länder, die Vereinigten Staaten, Australien, Kuba, Mexiko sowie afrikanische Länder und Hong Kong. Zu ihrem Repertoire zählen Volkslieder (shange), Trinklieder (jiuge) und traditionelle tibetische Lieder.
Sie ist Mitglied im Nationalen Volkskongress und bekleidet verschiedene Ämter im chinesischen und tibetischen Musik- und Tanzwesen.
Bei der großen Abendgala zum 60. Geburtstag der Volksrepublik China zählte sie zu den Mitwirkenden.

## Repertoire
Bekanntere Stücke ihres Repertoires sind:
- Zai Beijing de Jinshan shang «在北京的金山上» Auf dem Goldenen Hügel von Peking (Klangbeispiel)
- Fanshen nongnu ba gechang «翻身农奴把歌唱» Lied vom befreiten Leibeigenen (Klangbeispiel)
- Chang zhi shange gei dang ting «唱支山歌给党听» Ein Volkslied zum Lob der Partei (Klangbeispiel)
- Yuanfei de dayan «远飞的大雁» Gänse fliegen in die Ferne
- Jixiang ruyi «吉祥如意» Glück
- Nianjing de pengyou «年轻的朋友» Junge Freunde
- Meili de Xizang, wo ke’ai de jiaxiang «美丽的西藏，我可爱的家乡» Schönes Tibet, meine liebe Heimat